# درو هايلاند
درو هايلاند (بالإنجليزية: Drew Hyland)‏ هو فيلسوف أمريكي، ولد في 9 فبراير 1939.